# Liste des maires de Survilliers
Liste des maires de Survilliers

## Liste des maires
| Période                                  | Période        | Identité                 | Étiquette | Qualité |
| ---------------------------------------- | -------------- | ------------------------ | --------- | --- |
| 1800                                     | mars 1816      | Eloy-Charles Bouchard    |           | |
| mars 1816                                | juillet 1816   | Jean-Jacques Hardy       |           | |
| juillet 1816                             | novembre 1831  | Antoine-Benoist Fournier |           | |
| novembre 1831                            | décembre 1831  | Ganneron                 |           | |
| décembre 1831                            | juin 1841      | Poulet                   |           | |
| juillet 1841                             | mai 1845       | Antoine-Benoist Fournier |           | |
| mai 1845                                 | juillet 1848   | Jean-Eléonore Chenu      |           | adjoint, assure intérim |
| juillet 1846                             | juin 1848      | Jean-Alexandre Chenu     |           | (1er mandat) |
| août 1848                                | novembre 1862  | André Dhuicque           |           | |
| décembre 1862                            | décembre 1863  | Jean-Alexandre Chenu     |           | adjoint, assure intérim |
| janvier 1863                             | octobre 1864   | Jules Collet             |           | |
| octobre 1864                             | avril 1866     | Jean-Alexandre Chenu     |           | (2e mandat) |
| mai 1866                                 | décembre 1870  | Veret                    |           | |
| janvier 1871                             | septembre 1876 | Henri Mancheron          |           | |
| novembre 1876                            | janvier 1878   | Bouchard                 |           | |
| février 1878                             | janvier 1881   | Gérard                   |           | |
| janvier 1881                             | mai 1892       | A. Poiret                |           | |
| mai 1892                                 | février 1911   | Arthur Tronchon          |           | |
| mars 1911                                | avril 1912     | G. Wagner                |           | |
| mai 1912                                 | février 1916   | Dhuicque                 |           | |
| février 1916                             | octobre 1937   | Henri Mancheron (fils)   |           | |
| décembre 1937                            | octobre 1939   | Francis Bourdelles       |           | |
| octobre 1939                             | octobre 1944   | Roger Soléo              |           | Président de la commission spéciale |
| décembre 1944                            | mai 1945       | Henri Guédon             |           | Président de la délégation spéciale |
| mai 1945                                 | mars 1965      | Henri Guédon             |           | |
| mars 1965                                | mars 1971      | Pierre Mouquet           |           | |
| mars 1971                                | décembre 1977  | Albert Poulet            |           | |
| janvier 1978                             | mars 1983      | Lucette Milkowski        | PS        | |
| mars 1983                                | mars 2008      | Arnaud de Saint-Salvy    | DVD       | Médecin |
| mars 2008                                | mai 2020       | Jean-Noël Moisset        | UMP       | Cadre du secteur privé Vice-président de la CA Roissy Pays de France (2014 → ) Réélu pour le mandat 2014-2020,                                                                                            |
| mai 2020                                 | En cours       | Adeline ROLDAO-MARTINS   |           | Maire, Vice Présidente de la Communauté d'Agglomération Roissy-Pays-de-France chargée de la Commande Publique, des Ressources Humaines, des relations entre les intercommunalités et de la mutualisation. |
| Les données manquantes sont à compléter. |                |                          |           | |

## Compléments